# Болочанка (Пуховичский район)
Болочанка (бел. Балача́нка) — деревня в Пуховичском районе Минской области Республики Беларусь. В составе Пуховичского сельсовета.

## География
Расположена в 10 км на юг от районного центра и железнодорожной станции Пуховичи на линии Минск-Осиповичи.

### Гидрография
На реке Болочанка.

## История

### Городище
Городище (начало 1-го тыс. н. э.) в 1,5-1,7 км к юго-западу от деревни, на правом берегу реки Болочанка, урочище Дубы.

### В составеРоссийской империи
Согласно переписи 1917 года имение Болочанка Пуховичской волости Игуменского уезда.

### Настоящее время
В конце февраля 1918 года территория оккупирована войсками Кайзеровской Германии. 25 марта 1918 года согласно Третьей Уставной грамоте провозглашалась частью Белорусской Народной Республики. В декабре 1918 года занята Красной Армией, с 1 января 1919 года в соответствии с постановлением I съезда КП(б) Беларуси она вошла в состав Советской Белоруссии, с 27 февраля 1919 года — в ЛитБел ССР. Во время польско-советской войны в августе 1919 — июле 1920 года под оккупацией Польши.
С 31 июля 1920 года в БССР. В 1921 году открыта трудовая школа I степени, в которой в 1922 году учились 34 мальчика и девочки. В начале 1930-х проведена коллективизация, создан колхоз имени В. М. Молотова, работала кузница.
В 1937 году в деревне отдыхал Якуб Колас, который показал эти места в своих произведениях.
Во время Второй мировой войны с конца июня 1941 года до 3 июля 1944 года оккупирована немецкими войсками.

## Население

### Численность
- 2019 год — 10 жителей

### Динамика
- 1917 год — 4 двора, 9 жителей
- 1926 год — 15 дворов, 83 жителей
- 2002 год — 3 двора, 5 жителей
- 2009 год — 4 жителей (перепись населения)[2]
- 2019 год — 10 жителей (перепись населения)

## Достопримечательность
- Городище периода раннего железного века (начало 1-го тыс. н. э.)[3], урочище Дубы, на правом берегу реки Болочанка, 1,5-1,7 км к юго-западу от деревни Болочанка. Археологический памятник —  Историко-культурная ценность Республики Беларусь, шифр 613В000504.
- Мемориальная доска на доме, в котором отдыхал и работал Якуб Колос.